# Westland Dragonfly
Der Westland Dragonfly war ein in Lizenz gebauter britischer leichter Hubschrauber des Herstellers Westland Aircraft und basierte auf dem US-amerikanischen Sikorsky S-51.

## Geschichte
Als 1947 eine Zusammenarbeit der beiden Hubschrauberhersteller Sikorsky in den USA und Westland in Großbritannien vereinbart wurde, begann Westland zuerst mit dem Lizenzbau des bereits in den USA sehr erfolgreichen Sikorsky S-51. Die britische Version wurde Dragonfly genannt. Von diesem Typ gab es insgesamt 7 unterschiedliche Versionen, wobei die intern mit der Kennzeichnung HR3 bezeichnete Version die häufigste Variante darstellte. Neben ihrer hauptsächlichen Funktion als Aufklärungs- und Rettungshubschrauber in der britischen Armee, wurden wenige Maschinen auch für zivile Zwecke als Geschäftshubschrauber und bei Polizei und Rettungsdiensten eingesetzt. Eine Weiterentwicklung des Dragonfly war der Westland Widgeon.

## Militärische Nutzung
Ägypten
- Ägyptische Luftstreitkräfte – 2 für den VIP-Transport.

 Frankreich
- Französische Luftstreitkräfte – 9

 Königreich Irak2
 Italien
- Italienische Luftwaffe 3

 Ceylon2
 Japan
- Luftselbstverteidigungsstreitkräfte: 2

 Thailand4
 Vereinigtes Königreich
- Royal Air Force
- Fleet Air Arm

 Jugoslawien
- Jugoslawische Luftwaffe: 10

## Technische Daten

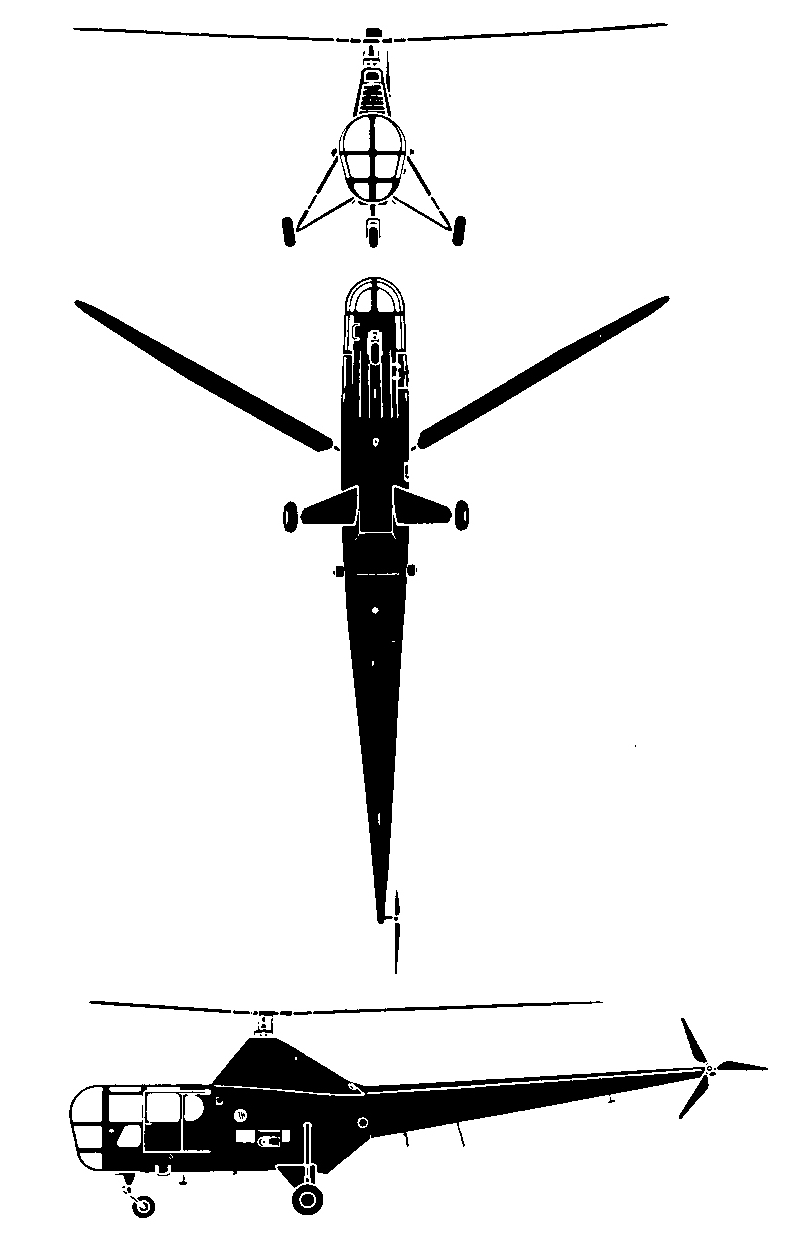
Dreiseitriss des Dragonfly

| Kenngröße             | Daten                                       |
| --------------------- | ------------------------------------------- |
| Besatzung             | 1                                           |
| Passagiere            | 3                                           |
| Länge                 | 17,54 m                                     |
| Rotordurchmesser      | 14,63 m                                     |
| Höhe                  | 3,95 m                                      |
| Leermasse             | 1987 kg                                     |
| max. Startmasse       | 2663 kg                                     |
| Höchstgeschwindigkeit | 153 km/h                                    |
| Dienstgipfelhöhe      | 3780 m                                      |
| Reichweite            | 483 km                                      |
| Triebwerke            | 1 × Alvis Leonides 50 Sternmotor mit 403 kW |